# Georges Marcy
Georges Marcy (né le 31 mars 1905 à Granville et mort le 16 septembre 1946 à Paris) est un orientaliste berbérisant français. 

## Biographie
Né dans le port normand de Granville d'un père fonctionnaire des chemins de fer, Georges Marcy est élève au Lycée Henri-IV de Paris quand il fait la connaissance d'Edmond Destaing, alors titulaire de la chaire de berbère à l'École des Langues Orientales. De 1924 à 1927, il suit les cours de la Faculté de droit de Paris où il obtient sa licence, et suit également les cours d'Edmond Destaing aux Langues Orientales, où il sort diplômé de berbère en juillet 1927. Alors qu'il envisage un doctorat en droit, le commandant Robert Montagne, directeur du Centre de Documentation sociologique à l’Institut des Hautes Études Marocaines, à la recherche d'un adjoint qui eut une connaissance des langues arabes et berbères en même temps qu'une culture juridique, le fait venir à Rabat. Il y restera près de dix ans, comme boursier d'études (1928-1930) puis maître de conférences de droit coutumier berbère pour interprètes (1930-1934), puis directeur d’Études de sociologie marocaine (1934-1937). Il est alors aussi l'adjoint du "capitaine chleuh", Léopold Justinard, chef de la Section sociologique de la direction des Affaires indigènes à Rabat.
Il fréquente également en ce temps-là le Centre des Hautes Études d'Administration Musulmane que Robert Montagne avait fondé à Paris en 1936, où il fait la rencontre de l'orientaliste Émile Janier. En octobre 1937 il quitte le Maroc pour suivre une maîtrise de sociologie et d'ethnographie nord-africaines à l'École des lettres d'Alger. En 1941, il y remplace André Basset, nommé professeur à l’École des Langues Orientales, dans l’enseignement de la langue et de la civilisation berbères. À partir de 1942, il enseigne alors la sociologie nord-africaine à l’École de la France d’Outre-Mer, à l’École des Langues Orientales et à l’Institut d’ethnologie de Paris. De retour en Algérie à la fin de la guerre, il tombe malade et est rapatrié à Paris au printemps 1946, où il s'éteindra le 16 septembre chez les Frères Saint-Jean-de-Dieu.
À partir de 1928 Georges Marcy fit de nombreux voyages dans le sud du Maroc, puis en 1931 et 1932 fut chargé d'une mission dans les Îles Canaries, qui éveillèrent son intérêt pour la langue et les mœurs des habitants indigènes de l'archipel. Il avait alors le projet d'en faire une thèse de doctorat ès lettres, qu'il déposa en 1933 avec pour sujet L’Origine berbère des anciens parlers des Iles Canaries. À la fin de sa vie, il travaillait sur un ouvrage sur le droit coutumier des Zemmours, un ensemble de tribus berbères du Maroc Central, qu'il ne put achever et qui sera édité en 1949 par Émile Janier, alors directeur de la Médersa de Tlemcen.

## Œuvres
- G. Marcy, Les inscriptions libyques bilingues de l'Afrique du nord, Paris, Imprimerie nationale, 1936, 191 p. (présentation en ligne).
- G. Marcy, Les vestiges de la parenté maternelle en droit coutumier berbère et le régime des successions touarègues, Alger, Société historique algérienne, 1941.
- G. Marcy, « Le « Périple d'Hannon » dans Le Maroc antique de M. J. Carcopino », extrait du Journal asiatique (années 1943-1945), Paris, Paul Geuthner,‎ 1947 (EAN 2000031739656). (voir René Dussaud, « Le Maroc antique par J. Carcopino, compte-rendu », Syria. Archéologie, Art et histoire, 1946, vol. 25, n° 3-4, p. 308-311)
- G. Marcy, « L'alliance par colactation (tâd'a) chez les Berbères du Maroc central », Revue Africaine, Alger, éd. Société historique algérienne, t. 2 « Actes du 2e Congrès de la Fédération des Soc. Sav. de l’Afr. du Nord »,‎ septembre-octobre 1936, p. 957-973.
- G. Marcy, Le dieu des Abâdites et des Bargwâta, Paris, Larose, 1936.
- G. Marcy, « Le Problème du droit coutumier berbère », Revue algérienne, tunisienne et marocaine de législation et de jurisprudence, Alger, Ferraris, t. 70,‎ 1954, p. 127-170.
- G. Marcy et Émile Janier (index et table), Le droit coutumier Zemmoûr (monographie), Alger / Paris, La Typo-Litho & Jules Carbonel / Larose, coll. « publications de l'Institut des Hautes Études Marocaines » (no 40), 1949, VII-406 p.
- G. Marcy, Un règlement coutumier chez les Chaouia de l'Aurès, Alger, Impr. Baconnier, [19..].